# The Black Viper
The Black Viper è un cortometraggio del 1908 diretto da David W. Griffith e da Wallace McCutcheon Jr.. I due dirigeranno insieme anche The Fight for Freedom.
Alla Biograph, il regista di punta era Wallace McCutcheon: questi, ammalatosi seriamente, dovette lasciare il posto che fu affidato a suo figlio, Wallace Jr. Ma il giovane McCutcheon, attore di commedie musicali, non dimostrò di avere le doti del padre: dopo un suo debutto disastroso e i due film con Griffith, il capo degli studi, Henry Marvin, affidò l'incarico proprio a Griffith.

## Trama
Un piccolo criminale molesta la giovane Jennie quando questa esce dal lavoro. La ragazza viene salvata dall'intervento di Mike, il suo fidanzato.
Il molestatore, volendo vendicarsi, ritorna alla carica e, con l'aiuto di alcuni suoi amici, rapisce Mike sorprendendolo mentre sta passeggiando con Jennie. La ragazza, allora, chiede aiuto ai vicini di casa e tutti insieme scoprono dove si sono rifugiati i rapitori: in uno chalet di montagna che viene messo a fuoco. Mike viene messo in salvo e può tornare dalla fidanzata.

## Produzione
Prodotto dalla American Mutoscope & Biograph, il film fu girato a Shadyside in New Jersey.

## Distribuzione
Distribuito dalla American Mutoscope & Biograph, il film - un cortometraggio di circa otto minuti - uscì nelle sale il 25 luglio 1908. In Francia venne distribuito con il titolo La Vipère noire